# Forze di Mobilitazione Popolare
Le Forze di Mobilitazione Popolare (in arabo الحشد الشعبي‎?, 'Hashd al-Shaabi) sono una coalizione di milizie paramilitari, prevalentemente sciite, nata nel contesto della guerra civile irachena, in risposta all'appello del 13 giugno 2014 dell'Ayatollah Ali al-Sistani al Jihād contro lo Stato Islamico, che pochi giorni prima aveva conquistato la città di Mosul.
Le PMF si costituirono dall'unione di gruppi paramilitari già attivi nell'insorgenza contro le forze di occupazione americane, ritenuti dal governo iracheno come organizzazioni criminali, ma che acquisirono una legittimazione nazionale dalla benedizione dell'ayatollah Ali Al-Sistani.

## Composizione ed effettivi
Le PMF sono costituite da circa 60-70 milizie, prevalentemente sciite, armate e finanziate dall'Iran e coordinate da consiglieri militari iraniani, accanto a una minoranza di brigate sunnite, cristiane, yazide e shabak; una parte consistente delle milizie fa capo all'Organizzazione Badr. Il comandante delle PMF è Faleh al-Fayadh, il vice-comandante era Abu Mahdi al-Muhandis, considerato particolarmente legato all'Iran. Molti ufficiali e quadri sono iraniani ed influenzati dalla Repubblica Islamica nelle loro decisioni militari.
Gli effettivi delle PMF erano stimati tra 60.000 e 90.000 unità a inizio 2015; il loro numero sarebbe stato di 142.000 soldati a fine 2016, secondo dati delle stesse PMF, mentre secondo un censimento effettuato dal Parlamento iracheno a fine 2017, il loro numero era di 110.000 combattenti.
Il governo iracheno del premier al-Abadi ha cercato di far approvare nel luglio 2015 un progetto di legge per convertire le milizie in una Guardia nazionale dipendente dallo Stato iracheno, così da svincolarle dall'influenza iraniana, ma senza successo. A fine novembre 2016, il Parlamento iracheno ha riconosciuto le PMF come una componente delle forze armate irachene, dipendente dal Primo Ministro iracheno, anche se di fatto le milizie restano molto legate all'Iran, così come parte dello stesso Parlamento iracheno.
A seguito della sconfitta di Daesh, l'ayatollah Al-Sistani, in un discorso tenuto il 15 dicembre 2017 nella moschea di Kerbela, ha appellato le PMF a sciogliersi e i suoi membri a riunirsi alle forze di sicurezza irachene. Da allora diversi capi milizia si sono dimessi dal loro ruolo militare per potersi candidare alle elezioni. La coalizione Alleanza di Fatah è ritenuta composta di molti ex membri delle PMF, in maggioranza leali all'ayatollah iraniano Khamenei e filo-iraniani, in parte leali all'ayatollah iracheno radicale Muqtada al-Sadr.

## Crimini di guerra
Nonostante il loro ruolo nella lotta al Daesh, le milizie PMF si sarebbero a loro volta macchiate di crimini di guerra a danno della popolazione dei luoghi liberati, prevalentemente contro i sunniti. Sono state documentate le uccisioni di 31 prostitute a Bagdad il 12 luglio 2014, di 68 civili nella moschea di Hamrin il 22 agosto 2014, la fucilazione di un numero da 56 a 77 civili sunniti a Barwana il 26 gennaio 2015, la distruzione di abitazioni civili a seguito della liberazione di Tikrit, e le esecuzioni di decine di sunniti a Muqdadiya. Secondo Human Rights Watch, vi furono analoghi atti di vendetta contro civili sunniti nel corso della battaglia di Mossul tra la fine del 2016 e il 2017, e il massacro di 52 civili sunniti ad al-Baaj il 4 giugno 2017.